# World Cup of Skateboarding
World Cup of Skateboarding, kurz WCS, ist eine Organisation die regelmäßig international anerkannte Pro-Skateboard Wettbewerbe und Events veranstaltet. Der Sitz liegt in Südkalifornien.

## Geschichte
Bis 1993 wurden in den USA Wettkämpfe im Skateboarding von der National Skateboard Association (kurz NSA) ausgeführt. Die NSA wurde 1983 von Frank Hawk, dem Vater von Tony Hawk, gegründet und 1993 von der WCS abgelöst, mit dem Ziel die Wettkämpfe auf eine internationale Ebene zu bringen.

### 1993–1998: Die erste WCS Weltmeisterschaft

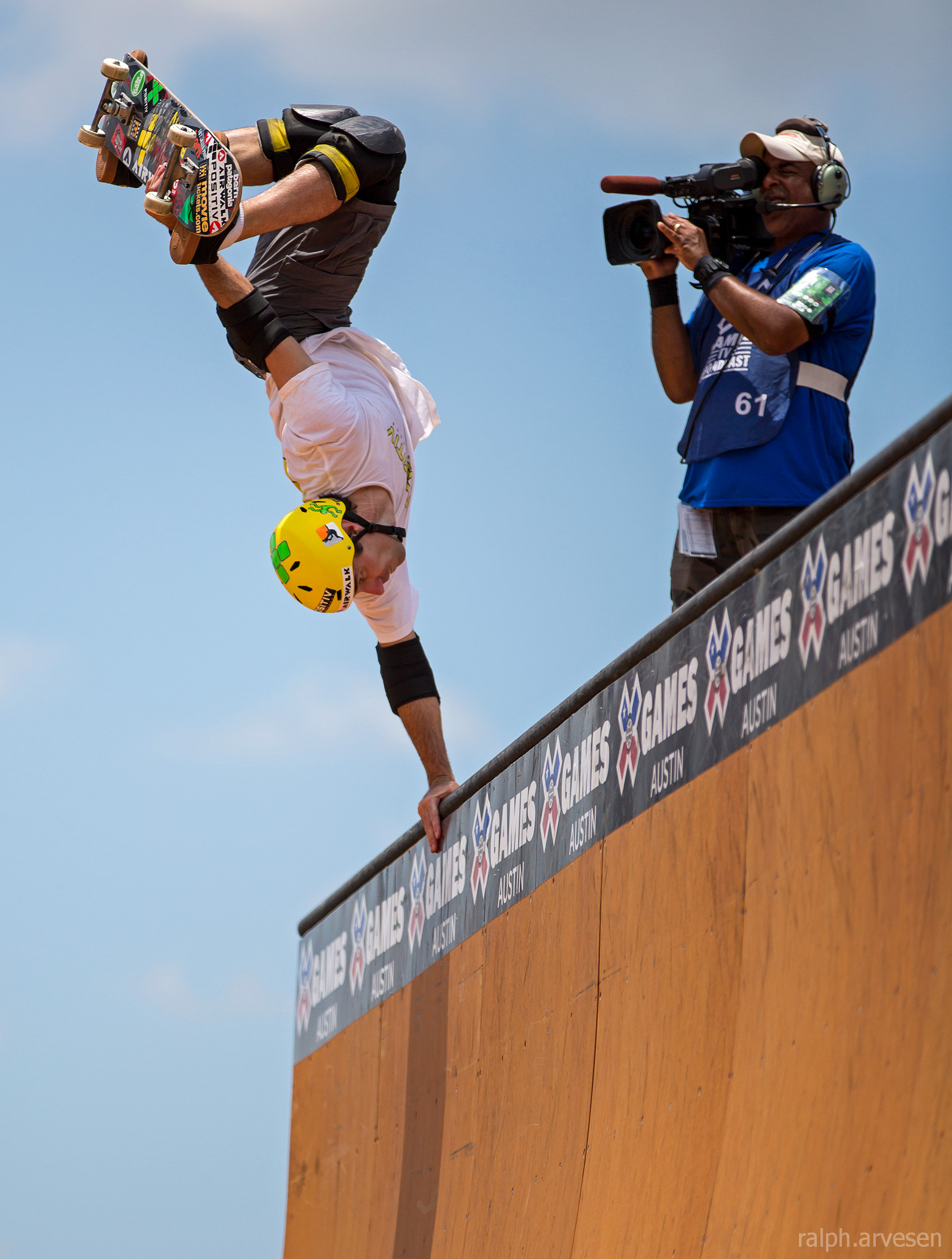
Die X-Games waren von 1995 bis 2013 bei WCS dabei

1993 kam Don Bostick die Idee für WCS, nachdem er vier Jahre lang beim Münster Monster Mastership in Münster geholfen hatte. Obwohl sich die Skateindustrie auf einem Tiefpunkt befand, sah er die Notwendigkeit einer Organisation die mehr als nur Nordamerika umfasste und die sich für die Interessen der Skater einsetzte. Nach einigen Gesprächen mit Titus Dittman und Danielle Bostick startete die WCS ihr erstes Event in Vancouver mit dem Slam City Jam im Mai 1994.
1995 führte die WCS ein Ranglistensystem für Profi-Skater ein, das als „World Cup Skateboarding Tour“ bezeichnet wurde. Ed Templeton wurde zum ersten World Cup Street Champion gekrönt und Mike Frazier holte sich den Titel für die Disziplin Vert. Im selben Jahr kam ESPN zu WCS und Skateboarding erreiche über die X-Games Millionen von Menschen. Tony Hawk kam aus dem Ruhestand zurück und gewann die ersten X-Games.
Zwischen 1996 und 1998 bekam der Sport größere Bekanntheit durch die Ausstrahlungen der Wettbewerbe im TV. WCS organisierte dabei Veranstaltungen wie SPOT, Ventura's Skate Street und dem Mystic World Cup. Die Vans Triple Crown of Skateboarding Events wurden Teil der WCS Tour. Die WCS unterstützte verstärkt Skater die aus Europa, Australien, Kanada und Südamerika in die USA einwanderten. 1998 kam WCS nach São Paulo als erste Weltmeisterschaft in Südamerika.

### 1999–2000: WCS Regelbuch und die erste Skateboard Weltrangliste
1999 wurde auf der Transworld Skateboarding Industry Conference das „WCS Competition Guide and Rule Book“ an die Industrie verteilt. Als Ergebnis des Inputs von vielen Skatern und jahrelanger Recherche wurden einheitliche Wettkampfregeln definiert und Formate festgelegt. Das Buch enthält eine Liste der WCS-Kampfrichter, Fahrervertreter, Event-Veranstalter und Rampenbauer. Es wurde in den USA und mehreren anderen Ländern verschickt, um lokalen Organisationen bei der Durchführung von Wettkämpfen zu helfen. In Kanada war das Buch ein Hilfsmittel für eine neue Amateurwettbewerbserie, dem Canadian Cup, sowie für Wettbewerbe in Neuseeland.
Im Jahr 2000 begann die WCS ein Ranglistensystem für Nordamerika, Europa und Südamerika sowie eine Weltrangliste zu führen (jedes Jahr wurden die besten Skater bei den Transworld Skateboarding Awards geehrt, nach einer Idee von Louise Balma von TWS und Danielle Bostick von der WCS). Die NBC Gravity Games, die Alp Challenge, der Skateboarding Grand Prix und die Gliss Expo wurden in die WCS Tour aufgenommen. Oberrichter Steve Ruge bildete den WCS Judging Pool und organisierte und plante die Richter für alle Events. Mit dem Aufkommen der vielen Beton-Skateparks, die im ganzen Land gebaut wurden, begann die Concrete Challenge-Serie in Colorado in den Städten Breckenridge und Salida. Omar Hassan war der erste Gesamtsieger der Serie. Ebenfalls im Jahr 2000 wurde eine neue Abteilung der WCS ins Leben gerufen, die World Cup Scoring, die von Jason Toutolmin geleitet wurde. Toutolmin hatte ein WCS-Wertungsprogramm sowie einen Wertungsstab für Skateboard- und Snowboardveranstaltungen geschaffen. World Cup Scoring übernahm die gesamte Wertung und Online-Anmeldung für die Vans Triple Crown Events für Snowboarding, BMX und Skateboarding.

### 2001–2008: Organisation internationaler Wettkämpfe
2001 war das erste Street-Event bei den ESPN X-Games in Philadelphia. Kerry Getz aus Philadelphia war der Gewinner und Rick McCrank war der Gewinner der Best Trick Session. Im selben Jahr organisierte die WCS eine Pro/Amateur-Wettkampfserie in Asien, die als Qualifikation für die Asian X-Games diente, die 2002 in Kuala Lumpur stattfanden. Die Veranstaltungen fanden in China, Taiwan, Thailand, Malaysia, den Philippinen und Singapur statt. Sasha Steinhorst, der die WCS vertritt, arbeitete bei der Organisation der einzelnen Wettbewerbe mit den örtlichen Skateverbänden zusammen. Steve Ruge vertrat den WCS bei der Veranstaltung in Thailand.
2002 plante die WCS das erste Pro-Event des Jahres eröffnen, indem sie den Globe World Cup in Australien in die Liste der Pro-Events aufnahm. Das erste Treffen des Regelkomitees fand in Oceanside mit den Pro-Skatern Buster Halterman, Neal Hendrix, Matt Dove, Pierre Luc Gagnon und Mathias Ringstrom statt, um die Leitlinien für die Events im Jahr 2003 festzulegen. Das 3. jährliche Open Riders Meeting fand ebenfalls in Oceanside im Oktober statt. Die Frauen-Vert-Rangliste wurde hinzugefügt und die erste Siegerin wurde bekannt gegeben - Jen O’Brien.
Das Jahr 2003 begann mit dem Nokia Total Board Vert Ramp Event in Amsterdam am 4. und 5. Januar, wodurch der Wettbewerbskalender auf 10 Monate erweitert wurde. Die Niederlande wurden ab diesem Zeitpunkt in die Liste der Länder mit WCS-Veranstaltungen aufgenommen.
2004 wurde ein neues Punktesystem in die WCS aufgenommen, das auch Bowl Skating umfasst. Zu den Veranstaltungen gehörten die Quiksilver Bowl Riders in Marseille, die Etnies Bowl Riders in Österreich, die Oregon Trifecta, drei Betonparks in Oregon, die Strawberry Bowl in Nordkalifornien und eine neue Veranstaltung im Etnies Skatepark in Lake Forest.
2005 sollten die Gravity Games nach Cleveland zurückkehren. Dave Duncan und Steve Ruge von WCS waren weiterhin die Organisatoren des Sports. Die Gravity Games wurden basisorientierter und verlagern den Austragungsort weg von den großen Outdoor-Arenen hin zu Skateparks. WCS wurde Vorstandsmitglied der neuen USA Skateboarding Association, die als Non-Profit-Organisation organisiert ist, um der anerkannte nationale Dachverband für Skateboarding in den Vereinigten Staaten zu werden, in der Hoffnung, Skateboarding im Hinblick auf die Olympischen Spiele 2008 in China zu kontrollieren (Das olympische Debüt des Sports war jedoch erst 2020 in Tokio). Don Bostick wurde zusammen mit Tony Hawk und Jim Fitzpatrick zu einem der Vize-Präsidenten gewählt. Das zweite jährliche Snickers Game On Soul Bowl Event fand in der Nähe von London statt, an dem die besten Bowl- und Pool-Fahrer teilnahmen. Das Ganze fand im Rahmen des Rockfestivals Download statt, bei dem Metallica, Linkin Park, Korn, Deftones und Cypress Hill Konzerte gaben.
2006 stand das zweite Jahr der Dew Action Sports Tour an, die Concrete Bowl Series wurde fortgesetzt und um ein Event in Bondi Beach erweitert. Die Weltmeisterschaften feierten ihr 25-jähriges Jubiläum in Münster und die X-Games unterzeichneten einen Vertrag, um bis 2009 in Los Angeles zu bleiben. Vans gab die Triple Crown Series auf, unterstützte aber weiterhin den Skateboard-Sport mit der Pro Tec Pool Party im Vans Skatepark in Orange County, bei der das größte Preisgeld aller Zeiten für einen Pool-Contest ausgeschüttet wurde. Die Veranstaltung bildete auch den Auftakt der WCS Concrete Bowl Series für 2005. Die Asian X-Games wurden zum ersten Mal in Seoul ausgetragen. Die WCS arbeitete mit lokalen Skateboardverbänden in Korea zusammen, um einen großen Wettbewerb mit asiatischen und internationalen Teilnehmern auf die Beine zu stellen. NBC kündigte die Dew Action Sports Tour an – mit Skateboarding, Freestyle BMX und Freestyle Motocross. WCS übernahm die Rolle des Organisators für alle Skateboarding-Events.
2007 startete mit dem OI Vert Jam in Brasilien, die Asian X-Games kamen nach Shanghai. ESPN kündigte die ersten X-Games Mexiko sowie die X-Games Dubai an. T-Mobile fügte ein Einladungsevent hinzu, das in Berlin stattfand. Die Weltmeisterschaften wurden für die nächsten 2 Jahre nach Rotterdam in den Niederlanden verlegt.

### 2009: Die WCS Grand Champions
2009 stellte die WCS die Ranglisten für Vert und Street neu auf. Zu den Veranstaltungen gehörten der Oi Vert Jam in Brasilien, die Asian X Games, der Maloof Money Cup, die X-Games und der T-Mobile Extreme Playground in Berlin. WCS baute die Concrete Bowl Series weiter aus und begann mit einem neuen Bowl-Wettbewerb in Neuseeland. AST Dew Tour fügte eine Veranstaltung in Peking, die X-Games eine neue Veranstaltung in São Paulo hinzu. Diese Veranstaltungen wurden als die Hauptevents des WCS-Wettkampfplans betrachtet. Die Gesamtsieger nach einem Best-of-3-Punktesystem wurden zu den WCS Grand Slam Champions gekrönt, dazu gehörte auch die Kategorie Women's Street, jedoch nicht Women's Vert. Der letzte Stopp der Tour war ein neues Event, der Maloof Money Cup, bei dem es um das höchste Preisgeld ging, das jemals bei einem Skateboard-Wettbewerb ausgezahlt wurde (über 450.000 Dollar, wobei der Gewinner des ersten Platzes in der Disziplin Street 100.000 Dollar bekam, bei den Frauen gab es ein Preisgeld von 25.000 Dollar).

### 2010–2012: Mehr Wettbewerbe für Frauen; Besuche in Asien
Die WCS sah sich 2010 mit dem weltweiten wirtschaftlichen Folgen der Weltfinanzkrise konfrontiert und verlor einige Veranstaltungen: Mystic Skate Cup, GvR, Soul Bowl, Lincoln City, fügte aber das Nescau Street Festival in Rio de Janeiro hinzu. WCS organisierte die allerersten ISF-Weltmeisterschaften in Boston, dem ersten Stopp der Alli Dew Tour für 2009. Die ISF gab WCS als ihren offiziellen Partner und Wettkampfveranstalter bekannt.
2011 kam WCS nach Antwerpen und veranstaltete die Burn Air Attack mit Street und Vert für Männer sowie Frauen. Die Ultra Bowl in Malmö wurde Teil der WCS Bowl Series. Vans erweiterte das Bowl-Skaten mit der Amateur Combi Pool Party, bei der es eine eigene Kategorie für Amateure unter 14 Jahren gab. Vans fügte außerdem den Girls Combi Pool Classic hinzu, wodurch Frauen ihre eigene Veranstaltung mit Pro- und Amateur-Divisionen erhielten.
WCS führte 2012 ein neues Wertungssystem für die Bowl Series ein, das auf der Höhe des Preisgeldes bei jedem Event basierte. Die Pro Tec Pool Party und das Bowl A Rama Event waren die höchstrangigen Wettbewerbe mit Preisgeldern von über $30.000. Don Bostick reiste nach Hu Zhou zu den China Open, wo er über die Geschichte des Actionsports sprach. Einen Monat später kehrte er nach Peking zurück, wo er als Gast der CX Open Street Competition im Birds Nest, dem Nationalstadion, auftrat. Mit dem chinesischen Extremsportverband wurde eine Beziehung aufgebaut, die es der WCS ermöglichte, zukünftige Veranstaltungen in China zu genehmigen. In Colorado Springs fand eine neue Veranstaltung namens Rocky Mountain Rampage mit Bowl- und Vert-Events statt.

### 2013–2014: Ende der Zusammenarbeit mit ESPN und X-Games
WCS beendete 2013 die Zusammenarbeit mit ESPN und den X-Games, arbeitete aber weiterhin mit NBC und der Dew Tour zusammen. Später kooperierte die Organisation mit Bob Burnquist bei der Produktion von Desafio Megarampa in Dreamland (Kalifornien), einer Veranstaltung für das brasilianische Fernsehen im Januar 2014. Der seit langem stattfindende Rio Vert Jam wurde zum Rio Bowl Jam. WCS kooperierte mit Pro Vert Skater Mike Crum bei der Produktion des Texas Vert Revival. WCS-Präsident Don Bostick reiste als Vizepräsident der International Skateboard Federation zu den Olympischen Jugendspielen nach Nanjing und beaufsichtigte Skateboarder, während das Internationale Olympische Komitee den Grundstein für die Teilnahme von Skateboarding an den Olympischen Spielen in naher Zukunft legte. Martin Karas wurde zum WCS European Events Director.

## Zusammensetzung
Neben vielen Mitarbeitern der Organisation gibt es vier tragende Kräfte:
- Don Bostick (WCS Gründer)
- Danielle Bostick (WCS Leiterin)
- Dave Duncan (globaler Tourmanager)
- Iztoc Sumatic (Tourmanager)

## Veranstaltungsorte
- São Paulo, Brasilien
- Breckenridge, USA
- Salida, USA
- Philadelphia, USA
- Kuala Lumpur, Malaysien
- Oceanside, USA
- Amsterdam, Niederlande
- Marseille, Frankreich
- Brixlegg, Österreich
- Lake Forest, USA
- Cleveland, USA
- London, Großbritannien
- Bondi Beach, Australien
- Los Angeles, USA
- Orange County, USA
- Seoul, Korea
- Shanghai, China
- Dubai, VAE
- Rotterdam, Niederlande
- Berlin, Deutschland
- Peking, China
- Rio de Janeiro, Brasilien
- Boston, USA
- Antwerpen, Belgien
- Malmö, Schweden